# جان هاوارد پین
جان هاوارد پین (انگلیسی: John Howard Payne؛ ۹ ژوئن ۱۷۹۱ – ۱۰ آوریل ۱۸۵۲) بازیگر، شاعر، نمایشنامه‌نویس و نویسنده اهل ایالات متحده آمریکا بود. امروزه او را بابت اثر معروفش یعنی خانه! خانه عزیز! عموماً یاد می‌کنند. پین تحصیل کرده کالج یونین بود.